# 香呂站
香呂站（日语：／ Kōro eki */?）是位於兵庫縣姬路市香寺町中屋屬於，西日本旅客鐵道（JR西日本）的播但線車站。

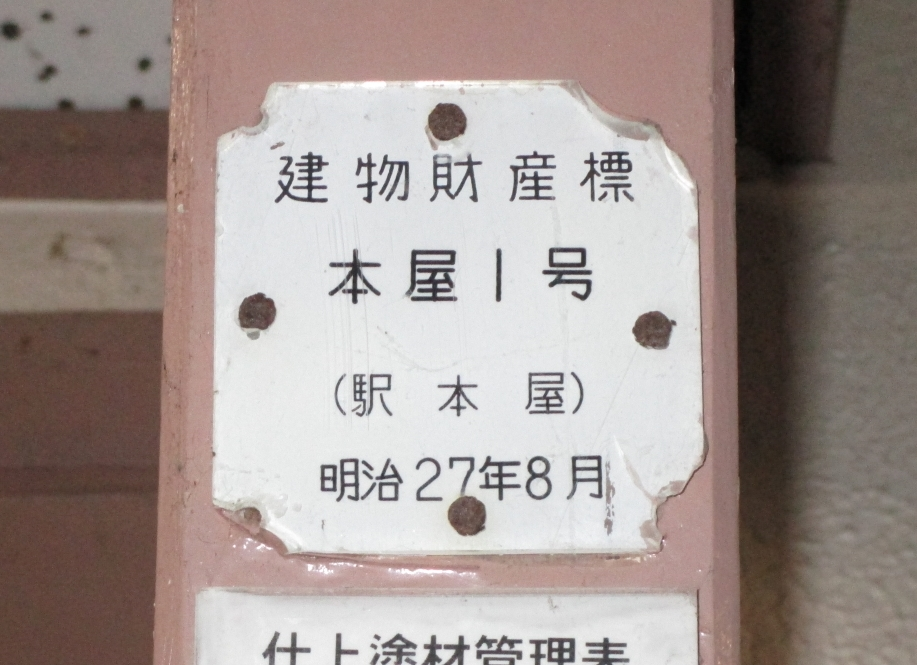
縣內最古老建築物財產標

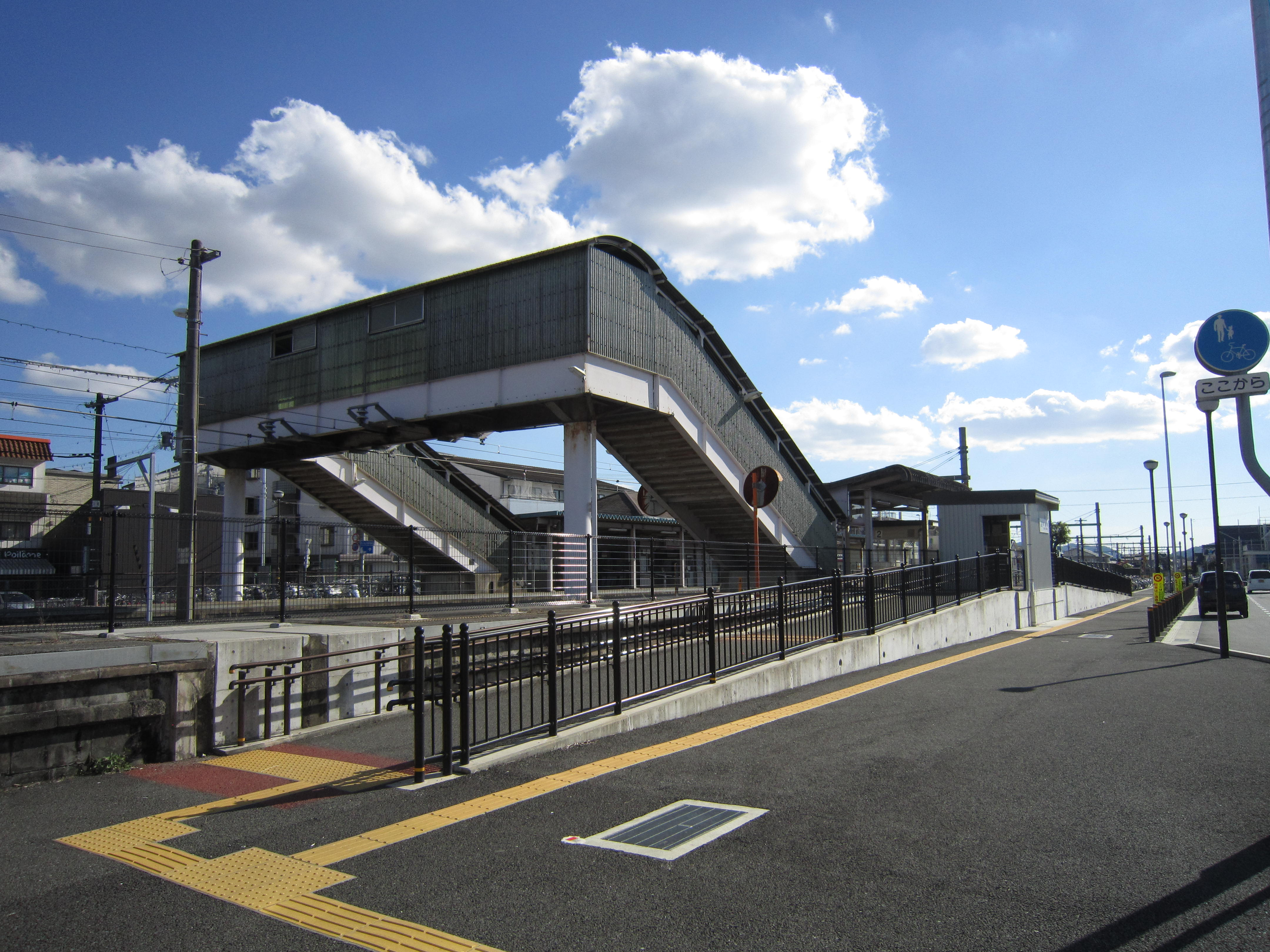
西口 (2018年11月)

## 歷史
- 1894年（明治27年）7月26日 - 播但鐵道（日语：播但鉄道）姬路站至寺前站之間開通，此站啟用[1]。開始提供旅客和貨運服務。
  - 當時車站地址為兵庫縣神西郡香呂村（日语：香呂村）中屋。
- 1896年（明治29年）4月1日 - 隨著神崎郡成立，車站地址變為兵庫縣神崎郡香呂村中屋。
- 1903年（明治36年）6月1日 - 播但鐵道轉讓營業權至山陽鐵道，成為山陽鐵道車站。
- 1906年（明治39年）12月1日 - 根據鐵道國有法（日语：鉄道国有法），山陽鐵道被國有化，成為官設鐵道車站。
- 1909年（明治42年）10月12日 - 制定路線名稱，此站成為播但線車站。
- 1954年（昭和29年）3月31日 - 隨著香寺町（日语：香寺町）成立，車站地址變為兵庫縣神崎郡香寺町中屋。
- 1980年（昭和55年）4月1日 - 結束車載貨物起卸業務。另外於車站大樓南邊設置了棚車專用貨物月台。
- 1987年（昭和62年）4月1日 - 伴隨國鐵分割民營化，車站由西日本旅客鐵道（JR西日本）營運。
- 2006年（平成18年）3月27日 - 香寺町編入至姬路市，車站地址變為現時地址。
- 2007年（平成19年）8月1日 - 窗口營業時間延長1小時，由早上7時15分至晚上9時（在變更前為至晚上8時）[注 1]。
- 2015年（平成27年）12月5日 - 站前廣場落成[2]。
- 2016年（平成28年）
  - 3月26日 - 此站可使用IC卡「ICOCA」[3]。站內設置了IC卡專用簡易閘機。
  - 3月27日 - 西閘口（無人當值，可支援IC卡）開始使用[注 2]。

## 車站構造
本站是地面車站，設有2面2線的相對式月台，可進行列車交會。有職員當值的站房位於1號月台側，兩月台之間透過跨線橋連接。站內標示著建築物財產標，並標記「明治27年8月」。本站與播但線鶴居站的站房皆是同年建成。截至2012年，兵庫縣最古老的站房為山陽本線有年站，但已遭拆毀並重建為跨站式站房，因此本站與鶴居站共同成為最古老的站房。
在配線上，1號月台為上下行本線及一線通過結構，特急「濱風」兩方向的列車會使用1號月台通過。在停車列車中，若不需要列車交會，兩方向的月台也會停靠1號月台。
站內設有綠色窗口與IC卡專用簡易閘機，但沒有自動驗票閘機。車站業務在2005年（平成17年）4月1日起，由JR直營變為業務委託，委托者為JR西日本福知山Maintec，並由福崎站管理此站。站內曾設有Kiosk，但是在2016年1月20日結業。

### 月台
| 月台 | 路線   | 上下行 | 方向             |
| ---- | ------ | ------ | ---------------- |
| 1、2 | 播但線 | 上行   | 姬路方向         |
| 1、2 | 播但線 | 下行   | 寺前、和田山方向 |

- 原則上兩方向的列車都會使用1號月台。福崎、寺前方向的下行列車於繁忙時間需要進行列車交會時，該列車會使用2號月台。
- 在晚上7時時段，1班前往姬路的列車會停靠在2號月台（這是由於反方向的特急濱風5號會使用1線通過結構的1號月台通過）。
- 另外，從前2號月台對面設有3號月台，該月台用作待避特急之用，後來長期停止使用。架空電纜和路軌在2015年12月撤走，在2016年3月27日起變為西閘和單車停泊處。

## 使用狀況
根據「兵庫縣統計書」，2016年（平成28年）度1日平均乘車人次為1,557人。
以下為近年1日平均乘車人次列表。
| 年度   | 1日平均 乘車人次 |
| ------ | ---------------- |
| 2000年 | 1,795            |
| 2001年 | 1,743            |
| 2002年 | 1,677            |
| 2003年 | 1,636            |
| 2004年 | 1,663            |
| 2005年 | 1,657            |
| 2006年 | 1,653            |
| 2007年 | 1,585            |
| 2008年 | 1,590            |
| 2009年 | 1,602            |
| 2010年 | 1,618            |
| 2011年 | 1,621            |
| 2012年 | 1,657            |
| 2013年 | 1,687            |
| 2014年 | 1,606            |
| 2015年 | 1,595            |
| 2016年 | 1,557            |

## 車站周邊
- 姬路市政廳香寺事務所（日语：姫路市役所#事務所）[1]
- 姬路市立圖書館香寺分館
- 香寺民俗資料館（日语：香寺民俗資料館）
- 日本玩具博物館（日语：日本玩具博物館）[1]
- 香寺郵局（日语：香寺郵便局）
- 日之本學園（日语：学校法人日ノ本学園）[1]

## 相鄰車站
西日本旅客鐵道（JR西日本）
 播但線
仁豐野－香呂－溝口

## 注腳

## 外部連結
- 香呂｜車站資訊：JR出門網 - 西日本旅客鐵道（日語）